# Újkenéz, Szabolcs-Szatmár-Bereg
Újkenéz  este un sat în districtul Kisvárda, județul Szabolcs-Szatmár-Bereg, Ungaria, având o populație de 1.081 de locuitori (2011). 

## Demografie
Componența etnică a satului Újkenéz
     Maghiari (94,9%)
     Romi (3,89%)
     Alții (1,22%)
Componența confesională a satului Újkenéz
     Reformați (50,23%)
     Greco-catolici (9,07%)
     Romano-catolici (5,83%)
     Fără religie (1,2%)
     Necunoscută (33,67%)
     Alte religii (3,15%)
Conform recensământului din 2011, satul Újkenéz avea 1.081 de locuitori. Din punct de vedere etnic, majoritatea locuitorilor (94,9%) erau maghiari, cu o minoritate de romi (3,89%).  Din punct de vedere confesional, majoritatea locuitorilor (50,23%) erau reformați, existând și minorități de greco-catolici (9,07%), romano-catolici (5,83%) și persoane fără religie (1,2%). Pentru 33,67% din locuitori nu este cunoscută apartenența confesională.